# Josep Salvany i Blanch
Josep Salvany i Blanch (Martorell, Baix Llobregat, 4 de desembre de 1866 - Barcelona, 28 de gener del 1929) fou un metge i fotògraf català.

## Biografia
Va cursar estudis de medicina a la Universitat de Barcelona, establint-se com a metge oculista. D'una manera simultània va desenvolupar una activitat notable en el camp de l'excursionisme científic estretament lligada a la seva afició per la fotografia. L'octubre de 1887 va ingressar a l'Associació Catalanista d'Excursions Científiques i el 1905 es va vincular al Centre Excursionista de Catalunya. Les excursions que va realitzar li van permetre donar testimoni, amb marcat esperit documentalista, sobre monuments, paisatges, pobles i vilatans al llarg de la seva vida.
A més de Catalunya, viatjà també a poblacions espanyoles (de la província de Saragossa, de Segòvia i de Madrid), a les Balears, Itàlia, França, Bèlgica, Holanda, Alemanya, Dinamarca, Síria, Egipte, Palestina, Grècia, Malta, etc., documentant les seves fotos de forma minuciosa.
Bon coneixedor de les tècniques fotogràfiques i de les innovacions tecnològiques va utilitzar la fotografia estereoscòpica, tècnica molt emprada entre els fotògrafs de l'època, que consisteix a copsar dues fotografies simultànies fetes amb una separació aproximada de 63 mm. Amb l'ajuda d'uns visors especials s'obté un efecte de tridimensionalitat.
El seu fons fotogràfic està dipositat a la Biblioteca de Catalunya i conté unes 10.000 imatges en clixés positius i negatius en placa estereoscòpica de vidre en format 6 x 13 cm, que representen una mostra de la crònica social i cultural de la Catalunya de principis del segle xx. Ve acompanyat de sis carnets de visita i dues agendes manuscrites que permeten identificar cada el títol o la descripció de cada imatge. En l'actualitat, les seves fotografies de Josep Salvany es troben digitalitzades i es poden consultar a la Memòria Digital de Catalunya.

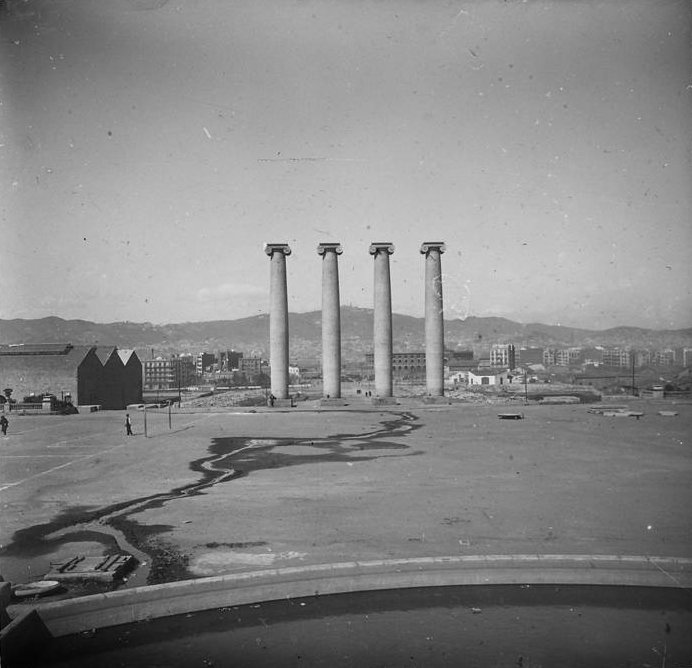
Quatre Columnes de Montjuïc (1922)
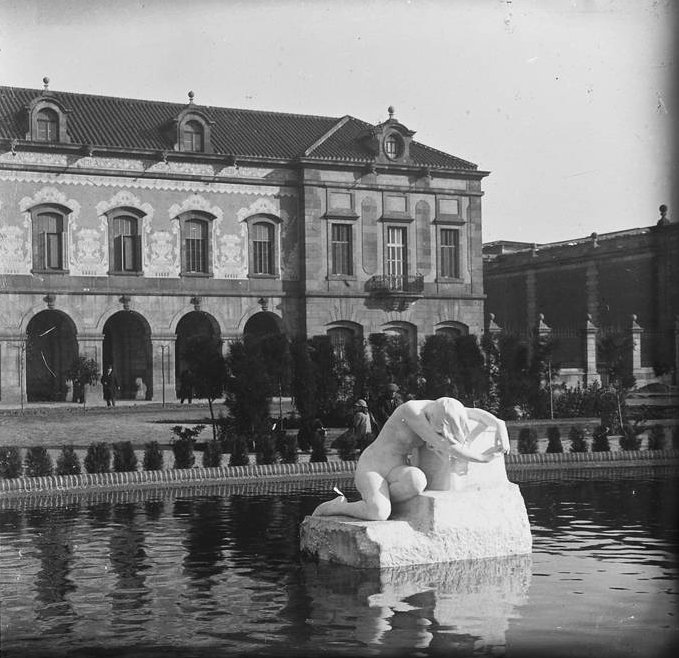
Escultura d'El Desconsol (1918)
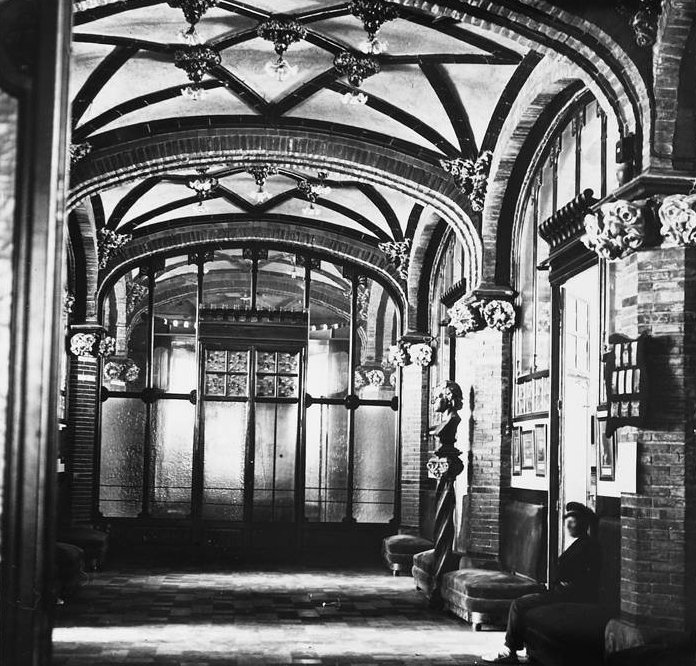
Corredor del Palau de la Música de Barcelona (1913)
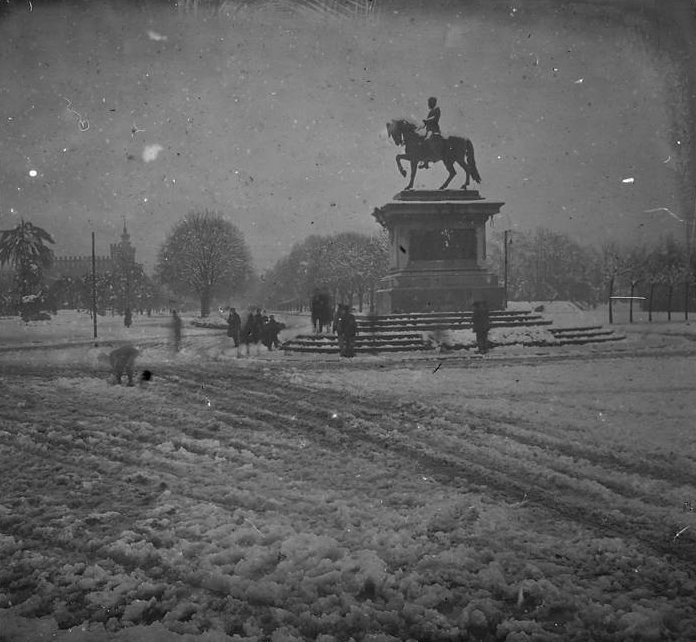
Monument al General Prim amb neu al parc de la Ciutadella (1921)
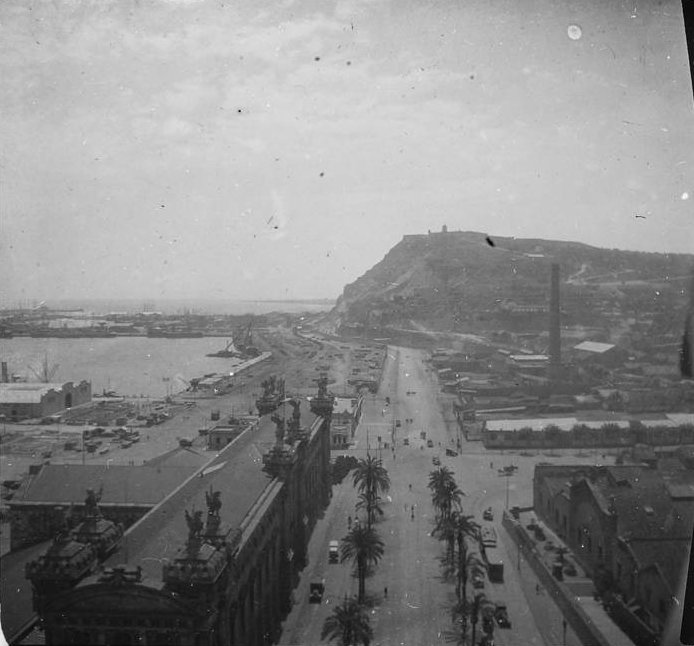
Panoràmica de Barcelona des del monument a Colom  (1925)